# Gouy-sous-Bellonne
Gouy-sous-Bellonne ist eine französische Gemeinde im Département Pas-de-Calais in der Region Hauts-de-France. Sie gehört zum Kanton Brebières im Arrondissement Arras.

## Lage
Die Gemeinde Gouy-sous-Bellonne liegt an der Grenze zum Département Nord am Südrand des Nordfranzösischen Kohlereviers, fünf Kilometer südlich von Douai. Nachbargemeinden von Gouy-sous-Bellonne sind Férin im Nordosten, Gœulzin im Osten, Estrées im Südosten, Bellonne im Süden, Noyelles-sous-Bellonne im Westen sowie Brebières und Corbehem im Nordwesten.

## Bevölkerungsentwicklung
| Jahr                       | 1962 | 1968 | 1975 | 1982 | 1990 | 1999 | 2006 | 2013 | 2022 |
| -------------------------- | ---- | ---- | ---- | ---- | ---- | ---- | ---- | ---- | ---- |
| Einwohner                  | 675  | 692  | 873  | 1208 | 1321 | 1258 | 1222 | 1340 | 1394 |
| Quellen: Cassini und INSEE |      |      |      |      |      |      |      |      |      |

## Sehenswürdigkeiten

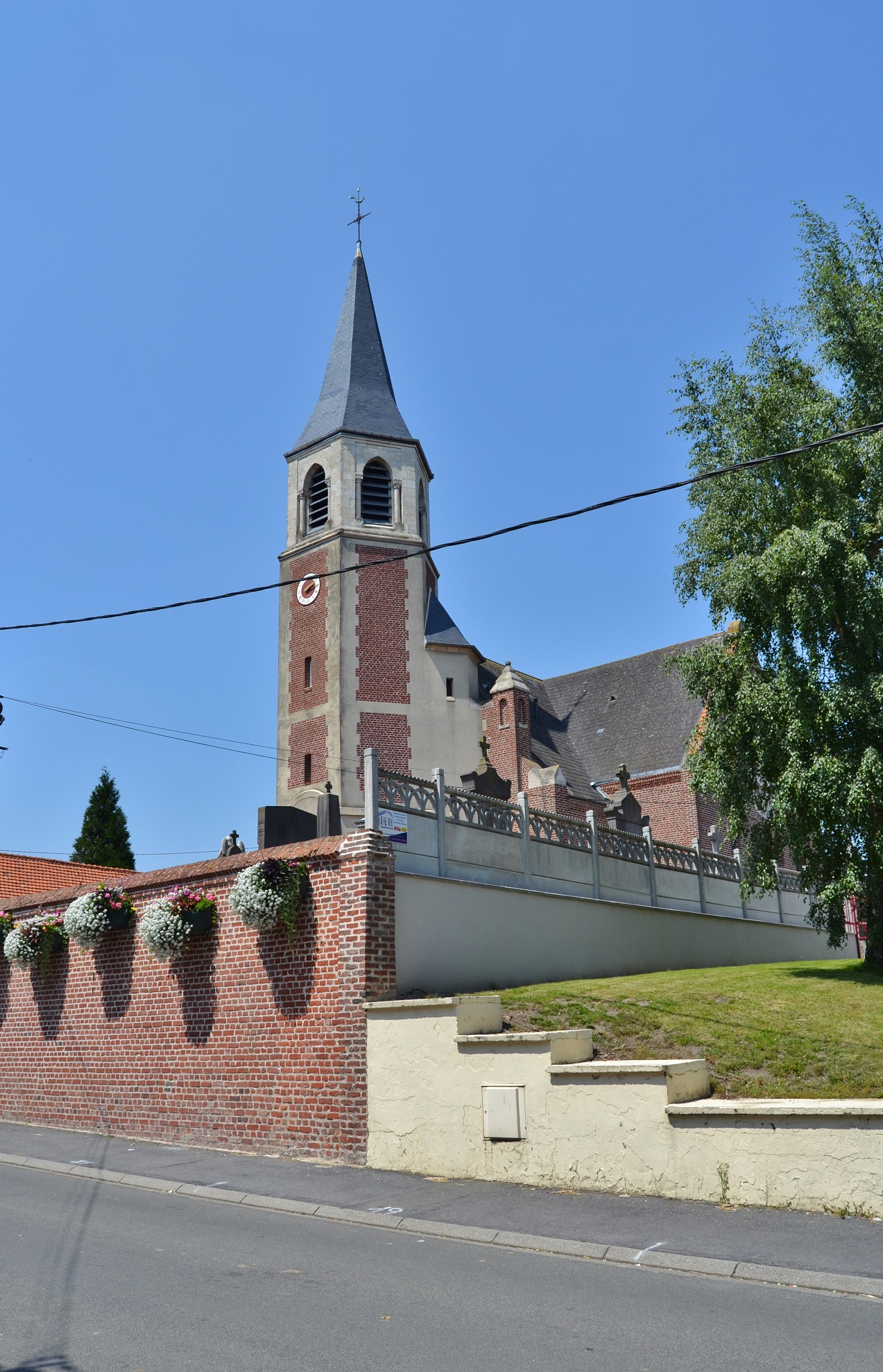
Kirche Saint-Georges
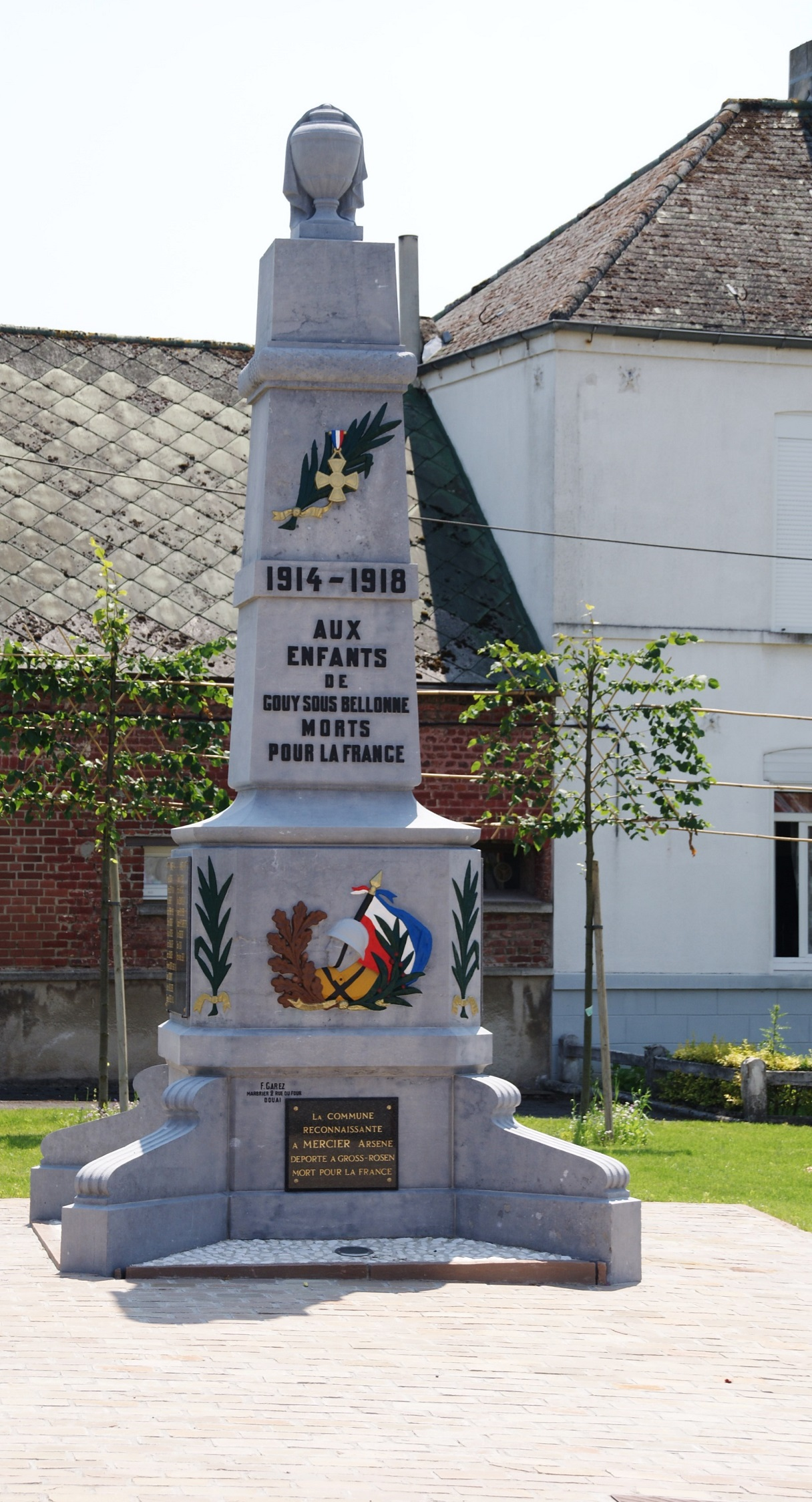
Gefallenendenkmal

- Kirche Saint-Georges
- Gefallenendenkmal